# Ninh Binh
Ninh Binh es una antigua ciudad en el delta del río Rojo, en el norte de Vietnam. Fue la capital de la provincia de Ninh Bình.
Ninh Binh se ubicada a escasos 100km. al sur de Hanoi y es una de las cunas de la cultura vietnamita. Aquí se encuentran algunos de los lugares más impresionantes de Vietnam tales como Tam Coc, Trang An, Mua Cave (el mirador de Tam Coc), Bai Dinh o Hoa Lu, la ciudadela imperial de las dinastías Dinh y Le.
El 1 de enero de 2025, la ciudad de Ninh Binh se fusionó con los distritos de Hoa Lu y se convirtió en la ciudad de Hoa Lu.

## Geografía
Ninh Bình se encuentra al sur del Delta del Norte, entre los ríos Rojo y Ma. Limita con Hòa Bình y Hà Nam al norte, Nam Định al noreste, y Thanh Hóa al sur y oeste. Ninh Bình también tiene una costa muy corta que bordea el Golfo de Tonkín.
La población es de 1.010.700 personas (2022), con un área total de 1.412 km² (545 millas cuadradas).